# Peter Muster
Peter Muster (28 maggio 1952) è un ex velocista svizzero, specialista dei 200 metri, attivo negli anni 1970.

## Biografia
Partecipò ai Giochi Olimpici di Montréal 1976 dove fu eliminato nei quarti di finale dei 200 metri.
Sempre nei 200 metri vinse la medaglia di bronzo ai Campionati europei del 1978.
Fu campione nazionale dei 200 metri per otto volte, di cui sei consecutive, fra il 1973 e il 1982.

## Palmarès
| Anno | Manifestazione     | Sede  | Evento    | Risultato | Prestazione | Note |
| ---- | ------------------ | ----- | --------- | --------- | ----------- | ---- |
| 1978 | Campionati europei | Praga | 200 metri | Bronzo    | 20"64       |      |